# Min Hyo-rin
Min Hyo-rin (en coréen : 민효린; née Jung Eun-ran le 5 février 1986), est une actrice, mannequin et chanteuse sud-coréenne.

## Carrière
Née à Daegu sous le nom de Jung Eun-ran, elle adopte le nom de scène Min Hyo-rin lorsqu'elle commence à défiler pour la marque de vêtements Flapper en 2006. Elle est ensuite apparue dans plusieurs clips de Park Ki-young et de F.T. Island. Avant de commencer sa carrière dans la chanson, de grandes photos d'elles étaient déployées dans lieux fréquentés de Séoul afin de la promouvoir. Elle a sorti l'album RinZ en 2007 et le single Touch Me en 2008.
En 2009, Min Hyo-rin fait ses débuts dans le drama télévisé Triple avec Lee Jung-jae et Song Joong-ki,,. En 2010, elle a joué le rôle principal de la web série Romantic Movement adaptée du roman d'Alain de Botton, avec quatre différents réalisateurs filmant des courts-métrages dans différents endroits de Séoul.
Min Hyo-rin a été mise en équipe avec le chanteur Seven dans l'émission de téléréalité Fox's Butler, et a présenté la sixième saison de Trend Report Feel diffusé sur Mnet de 2010 à 2011.
En 2011, elle et Choi Daniel jouent dans Age of Milk, un court-métrage qui a été filmé avec un Samsung Galaxy S et qui a été diffusé sur la chaîne câblée OCN,. Plus tard durant cette même année, elle joue dans la série télévisée Romance Town avec Sung Yu-ri et Kim Min-joon, et est également apparue dans le clip "Going Crazy" de Song Jieun.
Après avoir fait partie du casting du retro drama Sunny (2011) avec Shim Eun-kyung et Kang So-ra, Min Hyo-rin a joué le rôle du love interest de Cha Tae-hyun dans la comédie de 2012 The Grand Heist,. Les deux ont été des succès du box-office. En 2012, Min Hyo-rin joue avec Jo Sung-ha et Park Jin-young dans A Millionaire on the Run (alias Five Million Dollar Man),. Elle a ensuite joué dans Twenty, un film qui dépeint les vies et les amours de trois amis dans la vingtaine.
En 2015, Min Hyo-rin fait la tête d'affiche du drama musical Persevere Goo Hae Ra, produit par Mnet.
En 2016, Min Hyo-rin devient un membre régulier de l'émission de téléréalité Sister's Slam Dunk, diffusée sur KBS,.
En mars 2017, Min Hyo-rin signe avec Plum Entertainment après la fin de son contrat avec JYP Entertainment. La même année, elle joue dans le mini-drama The Happy Loner et le film Uhm Bok-dong,,.

## Vie privée
Min Hyo-rin est en couple avec le chanteur Taeyang, membre du boys band sud-coréen Big Bang depuis 2013,. En décembre 2017, leurs deux agences confirment leurs fiançailles,,. Ils se sont mariés le 3 février 2018 lors d'une cérémonie privée à l'église,.Elle donne naissance à un petit garçon en novembre 2021
.

## Filmographie

### Films
| Année | Titre                    | Rôle                    | Notes                                 |
| ----- | ------------------------ | ----------------------- | ------------------------------------- |
| 2011  | Age of Milk              | Jin                     | Court-métrage ; aussi diffusé sur OCN |
| 2011  | Sunny                    | Jung Soo-ji             |                                       |
| 2012  | The Grand Heist          | Baek Soo-ryun           |                                       |
| 2012  | A Millionaire on the Run | Mi-ri                   |                                       |
| 2015  | Twenty                   | Jin-joo                 |                                       |
| 2016  | Was Will                 | Une fille du futur 2116 | Mockumentaire                         |
| 2018  | Uhm Bok-dong             |                         |                                       |

### Séries télévisées

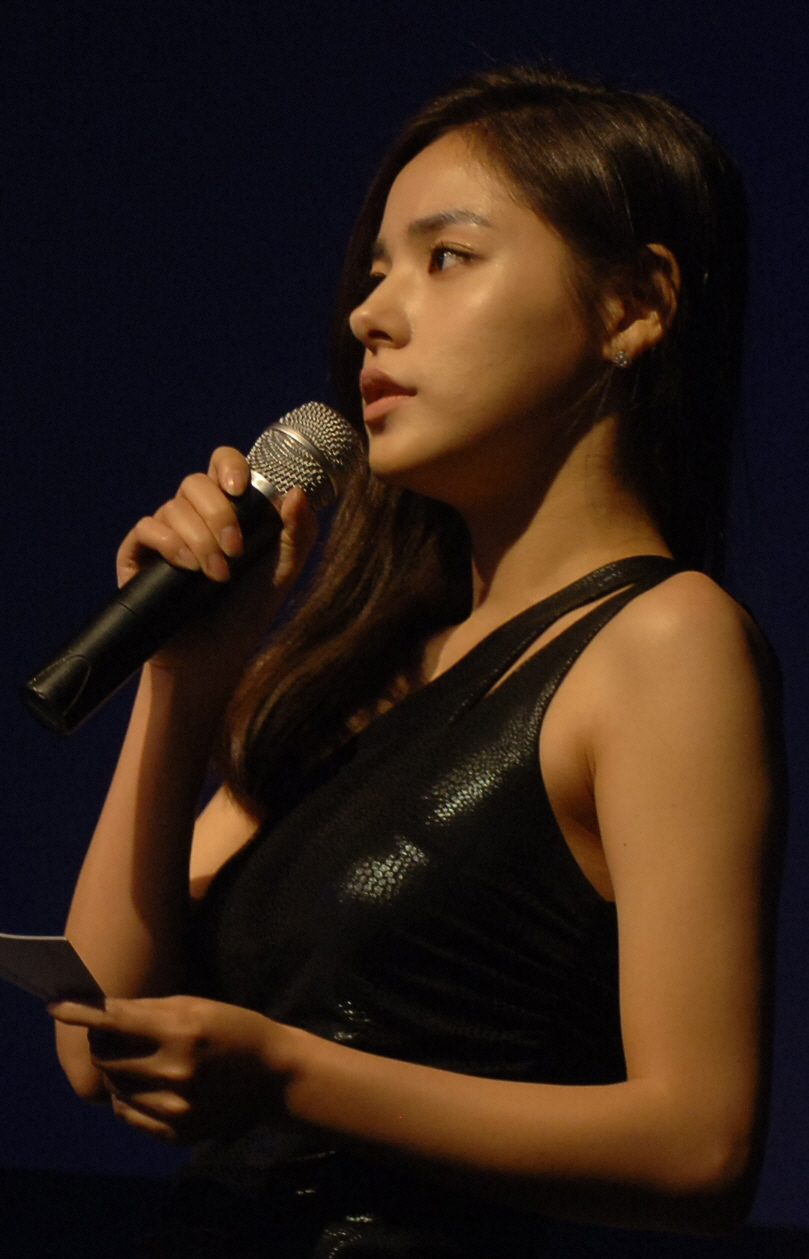
Min Hyo-rin en 2011

| Année | Titre                 | Rôle         | Chaîne | Notes                  |
| ----- | --------------------- | ------------ | ------ | ---------------------- |
| 2009  | Triple                | Lee Ha-ru    | MBC    |                        |
| 2010  | Dr. Champ             | Nurse        | SBS    | Caméo (épisode 16)     |
| 2011  | Romance Town          | Jung Da-kyum | KBS2   |                        |
| 2015  | Persevere, Goo Hae-ra | Goo Hae-ra   | Mnet   |                        |
| 2017  | The Happy Loner       | Na Ji-young  | KBS2   | Drama de deux épisodes |

### Web séries
| Année | Titre                        | Rôle  | Notes                                                  |
| ----- | ---------------------------- | ----- | ------------------------------------------------------ |
| 2010  | The Romantic Movement: Seoul | Alice | My Bloody Valentine My Sweet Blanket The Tarot Players |

### Émissions
| Année     | Titre               | Rôle          | Chaîne |
| --------- | ------------------- | ------------- | ------ |
| 2010      | Fox's Butler        | Membre        | MBC    |
| 2010-2011 | Trend Report Feel 6 | Présentatrice | Mnet   |
| 2016      | Sister's Slam Dunk  | Membre        | KBS    |

### Clips
| Année | Chanson                                       | Artiste(s)                      |
| ----- | --------------------------------------------- | ------------------------------- |
| 2006  | "Because of You"                              | Park Ki-young                   |
| 2007  | "A Man's First Love Follows Him to the Grave" | F.T. Island                     |
| 2007  | "Only One Person"                             | F.T. Island                     |
| 2007  | "Men Are... Also Helpless"                    | Evan                            |
| 2008  | "Energy"                                      | Mighty Mouth feat. Sunye        |
| 2010  | "More and More"                               | Jo Sung-mo feat. Electroboyz    |
| 2011  | "Going Crazy"                                 | Song Ji-eun feat. Bang Yong-guk |
| 2014  | "Eyes, Nose, Lips"                            | Taeyang                         |
| 2014  | "1AM"                                         | Taeyang                         |
| 2014  | "Feel"                                        | Lee Jun-ho                      |
| 2016  | "Shut Up"                                     | Unnies                          |

## Discographie
| RinZ: Min-Hyo-rin First Album - Album - Date de sortie: 16 mai 2007 - Label: Star Fox & Yedang Entertainment 1. Stars 2. 기다려 늑대 3. 그립습니다 4. Stars (Inst.) 5. 기다려 늑대 (Inst.) | Touch Me - Single - Date de sortie: 14 mars 2008 - Label: Star Fox & Yedang Entertainment 1. Touch me 2. Touch me (Inst.) |

## Récompenses et nominations

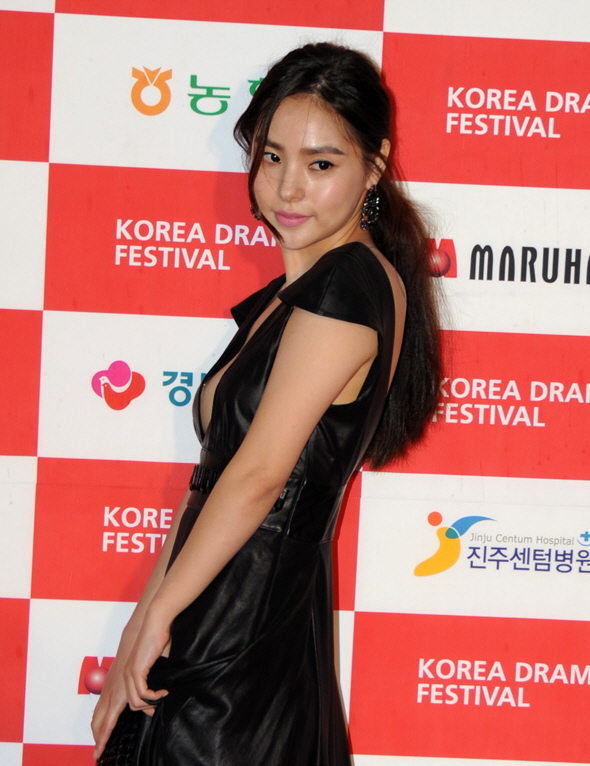
Min Hyo-rin au Korean Drama Festival en octobre 2010

| Année | Cérémonie                                        | Catégorie                         | Travail nommé      | Résultat   |
| ----- | ------------------------------------------------ | --------------------------------- | ------------------ | ---------- |
| 2007  | 9e Mnet KM Music Festival                        | Meilleure nouvelle actrice        | "Stars"            | Nomination |
| 2009  | 28e MBC Drama Awards                             | Meilleure nouvelle actrice        | Triple             | Nomination |
| 2011  | 19e Korean Culture & Entertainment Awards        | Meilleure nouvelle actrice (Film) | Sunny              | Lauréat    |
| 2011  | 25e KBS Drama Awards                             | Meilleur second rôle féminin      | Romance Town       | Nomination |
| 2012  | 16e Puchon International Fantastic Film Festival | Prix Fantasia                     | NC                 | Lauréat    |
| 2012  | 49e Grand Bell Awards                            | Prix Photogenic                   | NC                 | Lauréat    |
| 2016  | 15e KBS Entertainment Awards                     | Prix Variety Show Rookie          | Sister's Slam Dunk | Lauréat    |
| 2017  | 2e Asia Artist Awards                            | Choice Award                      | The Happy Loner    | Lauréat    |